# Aleksei Chirikov
Aleksei Ilyich Chirikov (em russo:  Алексей Ильич Чириков, 1703 - 1748), foi um navegador e capitão russo.
Em 1721 Chirikov graduou-se na Academia Naval. Entre 1725 e 1730 e entre 1733 e 1743 foi subordinado de Vitus Bering durante a primeira e segunda expedições à península de Kamchatka. Em 15 de julho de 1741 Chirikov (no seu navio São Paulo) foi o primeiro europeu a chegar à costa noroeste da América do Norte, e a partir de então descobriu parte das Ilhas Aleutas. Em 1742 Chirikov dirigiu uma expedição de procura do navio São Pedro, o navio de Bering. Durante a viagem, especificou a localização da ilha Attu. Chirikov participou na criação do mapa final das terras dos descobrimentos russos no oceano Pacífico (1746).
Várias zonas de Kyushu, a ilha Attu, a baía de Anadyr, a baía Tauyskaya, e unha montanha submarina do Pacífico têm hoje o seu nome.